# EVOL
『EVOL』は、1986年に発売されたソニック・ユースのアルバムである。

## 解説
今作ではプッシー・ガロアへ移ってしまったボブ・バートのかわりに現メンバーであるスティーヴ・シェリーが加入し全楽曲に参加している。
前作に引き続きリディア・ランチが1曲作詞で参加している。

## アートワーク
アルバムジャケットには前作でミュージッククリップを監督したリチャード・カーンの作品に出演していたLung Legが起用されている。

## 収録曲
1. トム・ヴァイオレンス - "Tom Violence"  (3:05)
2. シャドウ・オブ・ア・ダウト - "Shadow of a Doubt"  (3:32)
3. スターパワー - "Star Power"  (4:48)
4. イン・ザ・キングダム 19 - "In the Kingdom #19"  (3:24)
5. グリーン・ライト - "Green Light"  (3:46)
6. デス・トゥ・アワ・フレンズ - "Death to Our Friends"  (3:16)
7. シークレット・ガール - "Secret Girls"  (2:54)
8. マリリン・ムーア - "Marilyn Moore"  (4:04)
  - 作詞はサーストン・ムーアとリディア・ランチの共作
9. エクスプレスウェイ・トゥ・ユア・スカル - "Expressway to Yr. Skull"  (7:19)
10. バブルガム - "Bubblegum"  (2:49)
  - CDとして再リリース時に加えられたボーナストラック。1970年代後半のガールズバンドランナウェイズのカバー曲。

## パーソネル
ソニック・ユース
- サーストン・ムーア (Thurston Moore) – ボーカル、ギター、シンセサイザー、プロデュース
- キム・ゴードン (Kim Gordon) – ボーカル、ベース、ギター、ピアノ (「シャドウ・オブ・ア・ダウト」)、プロデュース
- リー・ラナルド (Lee Ranaldo) – ギター、ボーカル、プロデュース、スリーヴ写真
- スティーヴ・シェリー (Steve Shelley) – ドラム、プログラミング、プロデュース

ゲスト・ミュージシャン
- マイク・ワット (Mike Watt) – ベース (「イン・ザ・キングダム 19」「バブルガム」)

プロダクション
- マーティン・ビシ (Martin Bisi) – プロデュース、エンジニア
- JG (John Golden) – マスタリング